# Galarino
Galarino est un projet non abouti de commune française de Nouvelle-Calédonie. Le site est notoirement connu pour ses mines d'or dont une (La Recherche) exploitée à la fin des années 1870 par une bande de Déportés de la Commune. La commune, un temps envisagée (septembre 1879) ne sera pourtant jamais instituée avec l'abandon de l'exploitation.
L'or est découvert à Galarino en 1877.
Situées à 3 km du cap Colnett, Gustave Kanappe visite le site en novembre 1880. Il remarque que le travail est alors épuisant pour une rentabilité minime. Il préconise l'installation d'un petit chemin de fer qui servirait à évacuer le résidu sableux mais déplore le manque de capitaux. Kanappe décrit ensuite longuement la composition du site et les conditions de travail des mineurs.
Le site où fut pourtant découvert la plus grosse pépite jamais trouvée en Nouvelle-Calédonie (40 g), est de nos jours abandonné.

## L'or des Déportés
C'est le 15 mars 1877 qu'un colon, Jean-Louis Sangarmé déclarait à l'Administration avoir pris possession d'un terrain minier sis à Galarino et dénommé La Recherche. Les poteaux de délimitation avaient été plantés la veille sur 24 hectares à Houaie près de Galarino, à 15 km au sud d'Oubatche. Par la même occasion, il informait l'Administration de la création d'une société pour la recherche de l'or, la Compagnie La Recherche constituée par six actionnaires le même jour : soit, Jean-Louis Sangarmé, commerçant à Pouébo pour 1/6e ; Larochette, mineur à Galarino, 1/6e (il cédera sa part à Sangarné le 4 décembre 1877 pour 5 000 francs) ; Joncourt, mineur à Galarino, 1/6e (il cédera la moitié de sa part à un nommé Chanut pour la somme de 500 francs le 8 août suivant) ; Jean-Baptiste Brunetti, mineur à Balade, 1/6e ; François Barban, mineur à Balade, 1/6e et Henri Gomer, restaurateur à Ouégoa, 1/6e, obtenant pour la Compagnie un permis de recherche pour 6 mois. La plupart des actionnaires étaient des Déportés de la Commune. Jean-Louis Sangarné, colon libre, avait débarqué à Nouméa avec sa femme et leur fille du transport Le Var le 9 février 1873.
Une semaine après la déclaration de la découverte, l'hebdomadaire Les Petites Affiches annonçait dans son édition du 21 mars 1877 : « Des dépêches arrivées du Nord de l'île annoncent la découverte à Panier, (région du Mont-Panier, comprise entre Galarino et Oubatche) d'or d'alluvion en quantité payable. Il avait déjà plusieurs fois été trouvé de l'or dans ces parages mais en si petite quantité que toute exploitation avait été jugée impossible. Faisons vœux pour que la découverte dont on parle aujourd'hui soit plus importante ». Il confirmait cette importante découverte dans son édition suivante du 28 mars : « Depuis notre dernier numéro, plusieurs télégrammes venus d'Oubatche annoncent qu'on aurait trouvé de l'or d'alluvion à Panier ».
Dès le 26 mars 1877, le préposé aux Mines du Diahot, Louis Crespon se portait sur le point de la découverte pour y faire les premières constatations et envisager le classement du site en périmètre aurifère — le deuxième après celui de Fern-Hill en 1870 à Ouégoa — mais sans pouvoir se prononcer. Dans son rapport daté du 2 juin 1877, il mentionnait qu'il avait fait laver environ 3 kg de terre à la diche (grand plat en fer blanc) et que les six lavages opérés avaient fourni de 6 à 13 morceaux d'or dont certains de la taille d'un grain de riz. « L'or est magnifique » écrivait-il ! Il constatait par ailleurs qu'aucun travail sérieux n'avait été entrepris alors que le filon, assez prometteur, avait déjà rapporté environ 300 fr en un mois de recherches.
En effet, la Compagnie La Recherche avait dès le début de sa formation rencontré des déboires à cause de la mésentente qui s'était installée entre ses membres ; mésentente attisée, on s'en doute, par la fièvre de l'or et affectant du même coup les travaux. Ainsi, le 25 août 1877, le directeur, Jean-Louis Sangarné, portait plainte auprès du Commissaire des Mines et du Commandant du poste militaire d'Oubatche contre le déporté François Barban (orthographe du texte, corrigée) : « Hier, m'étant rendu sur les travaux pour me rendre compte de mes fonctions, le déporté Barban m'a parfaitement défendu de me rendre compte de mon emploi en y ajoutant quelques grossièretés. Il sait également que M. le Commissaire des Mines nous a bien dit que tout l'or qui serait trouvé devait être en dépôt chez moi ; il ne veut pas me le donner...».
À la suite d'une réunion des actionnaires tenue le 22 septembre suivant chez Jean-Baptiste Brunetti, Jean-Louis Sangarné démissionnait et les trois membres présents, Henri Gomer, François Barban et Jean-Baptiste Brunetti décidaient de nommer François Barban comme directeur. Tout ceci avait gravement retardé la délimitation de la concession qui, six mois après l'octroi du permis de recherche, n'était toujours pas réalisée alors que l'article 42 de l'arrêté sur les mines du 13 septembre 1873 prescrivait de le faire dans ce délai de six mois.
De retour sur le terrain le préposé aux Mines Louis Crespon écrivait dans son rapport du 7 octobre qu'aucun travail n'avait été entrepris et qu'il se trouvait encore dans l'incapacité de proposer le classement de la zone en périmètre aurifère. L'or, sous forme de paillettes ou en petites pépites se trouvait dans une assise de galets de quartz, ancien lit d'un creek, sous 80 cm de terre noirâtre.
Devant cette inactivité, le Comité consultatif des Mines dans sa séance du 23 novembre 1877 devait rejeter la demande de prolongation du permis de recherche déposée par la Compagnie. Elle basait sa décision, non seulement par l'inactivité constatée mais aussi par le fait, que faute de délimitation, d'autres mineurs, intéressés par ce nouvel Eldorado, ne pouvaient s'installer.

## L'arrivée de la Société foncière
En effet, dès le 2 août précédent, une demande de permis de recherche pour une concession d'une cinquantaine d'hectares « englobant la concession La Recherche » avait été formée par un ingénieur, M. P. Ratte. En réalité, cette demande se situait sur le flanc Ouest de La Recherche, englobant environ 1/3 de cette dernière.
Un mois plus tard, ce même ingénieur présentait une demande de concession de 50 ha (dénommée « Galarino ») au nom cette fois, d'Henri Lacroix, directeur de la Société foncière; une Société notoirement connue pour le scandale du domaine foncier de Gomen. L'emplacement originel de la concession avait été modifié de façon à englober intégralement la concession La Recherche. Cette tentative de pratique frauduleuse était courante à l'époque pour s'assurer la propriété d'un gîte minier et l'état de dispute permanent qui sévissait chez les actionnaires de La Recherche, ne pouvait que favoriser cet acte de préhension opportuniste par la Société foncière...
Le 21 novembre suivant, un autre personnage, A. Beauvais, toujours sous couvert de la Société foncière, déposait une nouvelle demande de concession par prise de possession (en-dessous de 100 ha, selon les termes de l'arrêté du 13 septembre 1873, l'occupation d'un terrain minier se faisait par simple prises de possession avec plantage des piquets de délimitation; au-delà de 100 ha, c'est un acte administratif pris en Conseil privé, qui avalisait la concession) d'un terrain minuscule de 5 ares seulement, soit un carré de 71 m de côté, situé au sein même de la concession des découvreurs. Le but recherché était d'accaparer le terrain alluvionnaire de la Compagnie La Recherche, dont la délimitation se faisait d'ailleurs toujours attendre... Et les premières actions entreprises par la Société foncière allaient créer d'autres frictions : le 15 octobre 1877, le préposé Louis Crespon signalait dans son rapport que la Société foncière se permettait de couper des bois sur le terrain de la Compagnie La Recherche et qu'elle se construisait « de grandes maisons ». Par ailleurs, le chef de la tribu de Galarino se plaignait quant à lui auprès du Commandant d'Oubatche du prélèvement sans son autorisation, de chevrons provenant d'une vieille case. Tout ceci ne faisait bien entendu pas avancer les travaux.

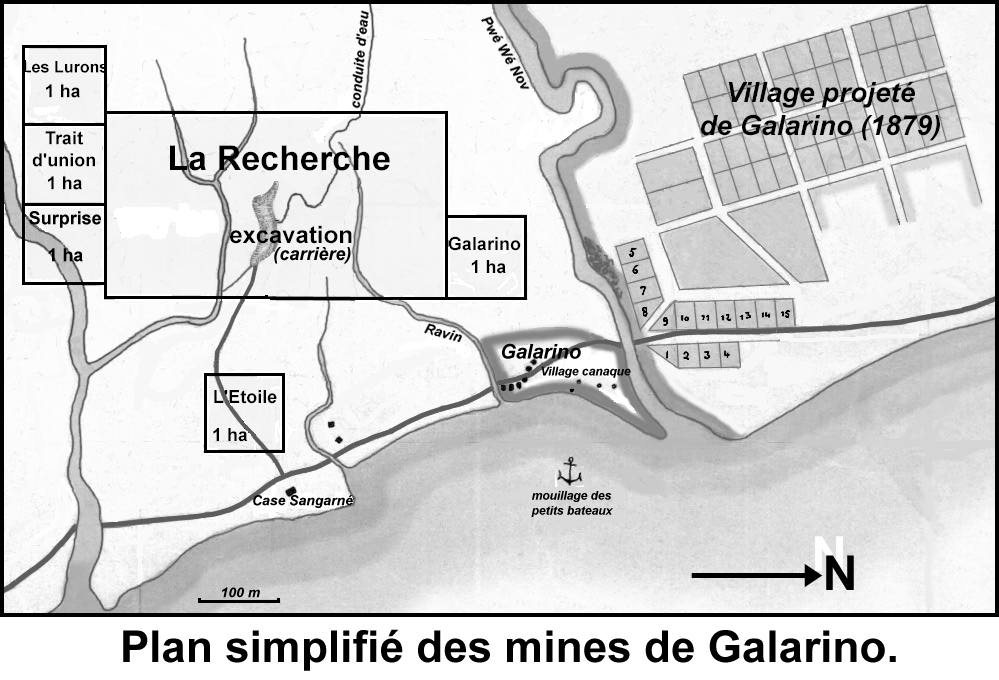

L'arrivée de cette Société foncière formée de spéculateurs sans scrupules, avait aussi créé un imbroglio quant aux limites à assigner à ses demandes de concessions comme le soulignait le Commissaire des Mines Cluny au Directeur de l'Intérieur (sorte de secrétaire général de la Colonie) le 10 décembre 1877.

## Premier arrêt des travaux
Mais les choses sur place allaient rapidement se calmer avec la déclaration de faillite de la Société foncière le 27 novembre 1877 à Paris. Cependant, la nouvelle ne sera connue à Nouméa qu'en janvier 1878.
Entretemps, le Comité consultatif des Mines avait à nouveau examiné le 3 juin 1878 la demande de prolongation du permis de recherches au profit de la Compagnie La Recherche qui, cette fois, lui était accordé à la suite des importants travaux effectués. Mais bientôt, l'insécurité liée à l'insurrection kanak de 1878 (débutée fin juin 1878) allait à nouveau interdire tous travaux sur le site et les ouvriers (au nombre de 6) de la Compagnie La Recherche furent même contraints de se construire un blockhaus pour se protéger.
À nouveau, de nouveaux différends entre actionnaires allaient entraver la reprise des travaux. Le 7 septembre 1878, le préposé aux Mines envoyait à Nouméa une dépêche dans laquelle il faisait part de graves problèmes survenus entre le directeur légal, à cette époque Claude Hugot (déporté) et François Barban qui voulait prendre la direction des travaux. À cette date, la mine appartenait pour 1/6e aux nommés Chanut et Joncourt ; 1/6e au déporté Barban ; 1/6e aux déportés Brunetti et Hugot ; 1/6e à Sangarné ; 1/6e au déporté Gomer et enfin 1/6e à la faillite du déporté Jean-Baptiste Berçot. Le rôle du déporté Charles Giraud, également membre de l'association, n'a pas pu être précisé.
Malgré tout la production avait bon an mal an, suivi son cours puisqu'Henri Gomer informait le préposé aux Mines, le 24 mai 1879 qu'il avait personnellement vendu pour environ 1 000 francs d'or provenant de la mine. Par ailleurs, la concession (10 ha) avait enfin été délimitée le 6 mars 1879 car, à titre de premier découvreur, les inventeurs avaient droit au double de la superficie maximale (5 ha) autorisée pour tout autre demandeur.

## Une production prometteuse
Entre le 1er mai et le 1er juillet 1879, la production aurifère se serait élevée à 170 grammes partagés entre tous les actionnaires (procès-verbal de la séance des actionnaires du 1er juillet 1879). À cette date, les actionnaires décidaient que la mine ne serait plus travaillée que par 3 ouvriers au lieu de six.
Dans son rapport du 9 juin 1879, Louis Crespon écrivait que les travaux entrepris dans le lit d'un ruisseau et aux abords n'avaient donné que de faibles résultats ben que l'or fût « magnifique » avec des pépites de 5 à 7 grammes. Le travail de douze journées avait néanmoins permis de produire 416 grammes d'or d'une valeur de 1 218 francs, qui ne permettait cependant pas à la Compagnie de rentrer dans ses frais. Une galerie avait été commencée pour reconnaître en profondeur l'existence d'un filon. Une lettre non-datée, postérieure au 1er juillet 1879, de Claude Hugot et adressée au Commissaire des Mines du Diahot faisait état d'une production de 360 grammes en un mois avec 5 ouvriers employés sur mine.

## Un nouveau périmètre aurifère
L'ensemble de ces résultats allait rapidement inciter l'Administration  se pencher plus sérieusement sur l'or de Galarino. Dès le 4 août, Léon Gauharou, chef du 2e bureau, expédiait un télégramme au chargé des mines lui enjoignant de se rendre à Galarino dès que possible; demande appuyée à nouveau le 8 août suivant par un télégramme du Directeur de l'Intérieur : « Il est indispensable que vous alliez au plus tôt possible à Galarino ». Aussi, le 11 août, le chef du 5e arrondissement (celui de Ouégoa) dépêché lui-aussi sur les lieux, écrivait : « Satisfait de ma visite à Galarino — Filons bien marqués, très nets, paraissent riches — Ai fait faire lavage... — 5 minutes de travail grossièrement fait par un seul homme ont donné environ 3 grammes or...». Enfin, le 13 août, Louis Crespon après sa visite sur les lieux confirmait lui aussi la richesse du gisement : « Arrive de Galarino — Ai visité mine avec soin — Constate deux filons productifs sur six — Ai obtenu quatorze couleurs dans un lavage de 5 kilos [de] terre du premier filon — Dans le deuxième, ai fait laver quinze kilos [de] terre, et obtenu 27 grammes d'or  — Résultats magnifiques — ...». Le premier filon productif avait 3 cm d'épaisseur et le deuxième, plus riche, 5 cm avec des pépites de 6 à 7 grammes.
Aussi, dès le 16 août, Léon Gauharou demandait au préposé dans quelle classe des périmètres aurifères placer Galarino ? L'arrêté du 1er septembre 1873 classait en effet les périmètres aurifères en deux classes : la première comprenant les terrains où l'or était soit en filons, soit en alluvions profondes; la seconde, pour les dépôts en alluvions superficielles.
Deux jours plus tard, Louis Crespon  proposait le classement en périmètre de première classe du territoire s'étendant de Pouébo à Hienghène et il était immédiatement envoyé à Galarino (pour rappel, il était basé à Ouégoa) pour 8 jours pour étudier plus attentivement la richesse du gisement. Le 22 août, le Comité consultatif des Mines appelé à donner son avis, proposait l'envoi dune commission chargée d'évaluer l'importance du gisement. Enfin, le 13 septembre 1879, proposait en Conseil privé le classement en périmètre aurifère de première classe la région de Galarino. L'arrêté no 195 classant Galarino (entre les rivières Ouebout et Gaba) en périmètre aurifère de première classe sera publié au BONC le 15 septembre 1879, ce qui permettait à l'Administration de ne délivrer que des concessions de 1 à 5 ha. Dans la foulée, le Conseil privé examinera le 15 novembre suivant le lotissement d'un village auprès des mines; village qui ne verra jamais le jour puisque les travaux sur la concession La Recherche seront interrompus.

## De nouvelles concessions
Bien  évidemment, le bruit de la découverte d'un gisement aurifère s'étant propagé bien avant le classement en périmètre aurifère de Galarino, de nombreuses demandes de concessions s'étaient retrouvées sur le bureau du préposé. Dès le 17 août 1879, Jean Brem demandait en concession un terrain de 1 ha dénommé Les Lurons; puis, le 12 septembre, les concessions La Surprise (1 ha) demandée par Ernest Porcheron et Trait d'Union (1 ha) demandée par un déporté, Jacques Agier associé à un capitaine au long cours, Vidal de Nouméa. Ces trois concessions étaient toutes situées dans le voisinage de La Recherche. Le 6 septembre, le géomètre Engler avait quand même procédé à la délimitation de la concession Galarino avec A. Beauvais, syndic de la faillite de la Société foncière. La concession se trouvait finalement réduite à 1 ha (à comparer avec les 50 ha primitivement demandés). Le 25 septembre, une nouvelle demande de concession dénommée L'Étoile (1 ha) située sur la limite Est de La Recherche, était déposée par Pierre Maire.

## Nouveaux incidents et la fin de l'exploitation
Mais la Compagnie La Recherche dont la concession avait à peine été délimitée, le 6 mars 1879 allait à nouveau rencontrer des problèmes. En avril 1879, Claude Hugot signalait plusieurs incidents au Directeur de l'Intérieur : Gomer était reparti en France dès l'amnistie et il devait 500 fr. à la Compagnie ; Sangarné faisait la sourde oreille pour verser sa quote-part ; Barban refusait tout net de payer quoi ce soit des 250 fr dus. Aussi, dès septembre 1879, le préposé des Mines informait l'Administration que la Compagnie demandait à être mise en chômage. Les travaux étaient d'ailleurs arrêtés depuis le 19 août. La pluie avait occasionnée un éboulement d'environ 20 m3 de terre ; il n'y avait plus personne sur le site et toutes les maisons à Galarino avaient été incendiées par les indigènes de la région. Plusieurs actionnaires de la Compagnie La Recherche avaient cédé des parts de leurs actions et au moment de la délivrance du titre de propriété le 3 mars 1880, les possesseurs majoritaires de la mine étaient : Claude Hugot (négociant à Ouégoa) directeur légal et les nommés Barban, Brunetti, Sangarné, Gomer, Berçot, Chanut et Joncourt.
En avril 1880, Louis Crespon constatait que des éboulements importants s'étaient produits à la suite des pluies. Il était en fait impossible de reprendre les travaux; la mine chômait toujours et les actionnaires se disputaient la part de leur contribution à la marche de la mine. Enfin, en août 1882, lors de sa dernière visite, le préposé constatait que les travaux étaient abandonnés depuis deux ans, pourtant, écrivait-il : « Il y a de l'or, c'est certain, je l'ai vu et prouvé, et c'est par la nonchalance du directeur que cette mine reste abandonnée, aussi ai-je l'honneur de proposer à Monsieur le chef du Service des Mines de mettre Hugot, le directeur, en demeure de faire travailler et s'il ne le fait pas, provoquer la déchéance de la mine La Recherche. J'ajouterai que cette déchéance est utile, nécessaire...». Il ajoutait qu'Hugot possédait 7 ou 8 grosses pépites et un lingot de 3 onces (environ 100 g) d'or fondu par Sangarné. Et selon Louis Crespon, l'or existait également sur les concessions voisines (rapport du 29 août 1882).
Des parts d'actions de la mine seront encore vendues au cours des années 1890, notamment à Joseph Kresser jusqu'au moment où la mine sera déclarée à vendre au plus offrant à l'audience des criées du tribunal civil de Nouméa le 16 avril 1898 et adjugée en totalité au même Joseph Kresser qui  se contentera d'effectuer quelques travaux sans importance. La concession La Recherche sera finalement annulée le 28 juin 1984.

## Derniers travaux
Il faudra attendre 1948 et la mission Routhier pour que les mines de Galarino suscitent à nouveau un intérêt. Il s'agissait alors d'évaluer sérieusement la richesse du filon aurifère et parallèlement de connaître les teneurs en rutile (minerai de titane) dont des indices avaient été démontrés. Les conclusions du rapport furent défavorables: l'or n'avait été observé qu'à l'état de traces. Quant au rutile, la richesse existait, de l'ordre de 1 à 1,5 kg/m3 dans la couche sableuse superficielle, mais il fallait encore sonder en profondeur.
Finalement, l'exploitation restera à l'abandon. Comme à Fern-Hill, le gisement s'était montré généreux en surface par la présence de pépites plus ou moins grosses, mais l'incompétence ajoutée à la mésentente entre les actionnaires avaient ruiné les travaux menés sans direction comme le notait Louis Crespon dans son rapport du 31 août 1879 : « ... les travaux actuels ont été dès le début très mal exécutés et conduits. Il y aurait danger de les laisser continuer; je dirais même qu'il est impossible d'ouvrir une exploitation sérieuse aux mêmes endroits et qu'il est regrettable que le directeur des travaux n'ait pas l'intelligence suffisante pour concevoir un plan et le faire exécuter...». Et dans son rapport du 15 avril 1880, il remarquait : « La pluie qui ne cesse de tomber depuis le commencement de l'année a produit des graves dommages aux travaux de La Recherche; de nombreux éboulements ont comblé entièrement les travaux où il y a environ une hauteur de 8 mètres de remblais.
Cela était prévu ; j'en ai parlé dans mes précédents rapports.
Le directeur des travaux n'avait aucune idée de l'art des mines: il suffit de voir le champ d'exploitation pour se convaincre que réellement les éboulements étaient inévitables : point de talus au degré de pente réglementaire ; les murs de la tranchée qui n'avaient pas moins de 30 mètres, surplombant au-dessus des travaux ; de nombreux accidents de terrains (glissements, etc.) auraient dû éveiller, avec les conseils que je devais donner pour la sûreté des ouvriers, l'attention du directeur ; rien n'a été fait.
Aujourd'hui, il est impossible de reprendre les travaux à l'endroit primitif... ».

## Conclusion
De plus, pour exploiter le quartz aurifère trouvé en profondeur, il aurait fallu un équipement coûteux dont une machine à broyer le quartz. Les mineurs de Galarino n'avaient pas les moyens financiers pour investir. La mine de Galarino avaient été exploitée par une bande de Déportés, sans connaissance aucune du métier de mineur et ne possédant aucune notion de géologie, ce qui avait provoqué un grand chamboulement des terrains dont une énorme excavation aggravée encore par les travaux effectués par Joseph Kresser. Le seul personnage qui ait, semble-t-il, tenté de faire marcher l'affaire était Claude Hugot. Il reste que la question de la richesse du gisement de Galarino n'a pas fait l'objet de prospections récentes comme à Fern-Hill en 1999.
À noter qu'il n'existe aucune vue des travaux à Galarino, sinon que des plans localisant les concessions. Le dessin ci-contre représente les travaux de consolidation des flancs du creek traversant la mine de cuivre La Balade à Ouégoa et absolument pas les travaux effectués à Galarino. De nombreuses photographies d'époque montrent d'ailleurs ces travaux avec les cabanes en bois sur les rives du creek. Dans le livre de Lemire, il s'agit de la planche V légendée « Mine d'or » et d'ailleurs sans indication du lieu. Il faut retirer cette illustration qui n'est pas relative à Galarino.
Le site où fut pourtant découvert la plus grosse pépite jamais trouvée en Nouvelle-Calédonie (40 g), est de nos jours abandonné. Cette information n'est pas corroborée dans les documents des archives des mines de Galarino au Service des Mines à Nouméa. Le préposé aux Mines Louis Crespon indique dans son rapport du 9 juin 1879, qu'on y a trouvé des pépites de 5 à 7 grammes. Dans celui du 31 août 1879, il informe l'administration de plusieurs pépites dont une de 9 grammes. Un télégramme du chargé des Mines au Diahot, daté du 13 septembre 1879, signale juste une pépite de 12 grammes vendue par deux ouvriers à Galarino. Dans son tout dernier rapport du 29 août 1882, Louis Crespon parle d'un lingot d'or d'environ 3 onces fondu par Sangarné, « plus 7 ou 8 grosses pépites », le tout détenu par le directeur de la mine La Recherche. Enfin, dans son rapport daté du 27 décembre 1883 sur les mines du Diahot, Louis Crespon écrit : « J'avais omis de citer la mine d'or de Galarino, dépendant du district du Diahot.
Il est regrettable que la direction des travaux exécutés ait été donnée à des hommes qui n'avaient pas la moindre idée pour conduire une exploitation.
Les résultats que j'ai obtenus pendant les 15 jours que je suis resté sur cette mine, me donnent la certitude qu'il y a une grande région aurifère. L'or se trouve dans les micaschistes et argiles. On a trouvé dans l'espace de 15 mois, environ huit kilogr. qui se vendaient 3 000 fr le kilogr.
Le sieur Sangarmé qui possède une part dans cette mine a trouvé une pépite pesant 13 grs 1/2. Je l'ai vue et pesée ».